# Tayloria chiapensis
Tayloria chiapensis är en bladmossart som beskrevs av H. Crum 1952. Tayloria chiapensis ingår i släktet trumpetmossor, och familjen Splachnaceae. Inga underarter finns listade i Catalogue of Life.